# Liljecronas hem
Liljecronas hem är en roman av Selma Lagerlöf från 1911.

## Handling
På botten av den uttorkade Svartsjön ligger Lövdala prästgård med sina stall och uthus.
Där bor den godhjärtade pastor Lyselius och hans vackra dotter. Hit anländer den elaka styvmodern en vacker dag med sina matkonster som lockelse, men avslöjar snart sitt rätta jag. Inte får hon nog av att plåga sitt tjänstefolk och i synnerhet prästdottern ligger oupphörligt illa till. Vi får följa mamsell Maja Lisa genom plågor och elände där hon ständigt får nya tärande uppgifter över sina späda axlar. Vid hennes sida i vått och torrt står den klarögda lilljänta, aldrig rädd för att säga sitt hjärtas mening eller försvara rättvisan när det gäller. Hårda är tiderna när styvmor får styra på Lövdala, prästen själv överger sin behagliga person och blir istället en marionett som vänder sig mot dem han håller mest av.
"Liljecronas hem" är också ett kapitel i romanen Gösta Berlings saga (1891) av samma författare.